# Tidningsutgivarna
Tidningsutgivarna (även TU) formellt namn Svenska Tidningsutgivareföreningen är en branschorganisation för svenska företag som är verksamma inom medieområdet. Organisationen har sitt säte i Stockholm. 
Tidningsutgivarna bildades 1898, efter att ett så kallat publicistmöte 1895 väckt frågan om en organisation för dagspressen. 1896 hölls ett konstituerande möte och två år senare startades TU med Stockholms-Tidningens grundare Anders Jeurling (1851-1906) som ordförande. Först 1920 fick Tidningsutgivarna en ordförande utanför huvudstaden: Anders Pers (1860-1951), ägare och huvudägare för Vestmanlands Läns Tidning.
I dag ger Tidningsutgivarnas medlemsföretag ut morgon-, kvälls- och gratistidningar samt tidskrifter, sänder tv och radio, har redaktionella sajter, driver försäljnings- och medieutvecklingsbolag med mera. Tryckerier och distributionsföretag erbjuds ett associerat medlemskap i TU.
Svenska Tidningsutgivareföreningen är medlem i föreningen Utgivarna tillsammans med SVT, SR, UR, TV4-gruppen och Sveriges Tidskrifter.
Organisationen arrangerar årligen galan Årets Dagstidning, där priser i olika kategorier delas ut. Sedan 2021 delar TU även ut Offentlighetspriset till en kommun, myndighet eller annan del av den offentliga förvaltningen, eller en enskild person som verkar där, som i praktisk handling uppfattas göra sitt bästa för att säkerställa medborgarnas och mediernas insyn och för att offentlighetsprincipen ska fungera. Den första mottagaren av Offentlighetspriset var Lycksele tingsrätt.
Många beslut som i dag fattas i Bryssel har direkt betydelse för medieföretag i Sverige. Därför driver Tidningsutgivarna opinion och påverkan på EU-nivå genom den europeiska lobbyorganisationen NME .
Tidningsutgivarna är också medlem i organisationen Wan-Ifra som internationellt verkar för press- och mediefrihet samt bästa förutsättningar för utvecklingen av affärsmässigt och ekonomiskt starka medieföretag.
Ordförande (2023) är Anders Eriksson, vd Bonnier News.
VD (2021) är Johan Taubert.

## Verksamhet

### Ändamål enligt stadgarna
Enligt föreningens stadgar är dess ändamål att:
- värna mediernas frihet och anseende, allmänhetens rätt till information samt den grundlagsfästa tryck- och yttrandefriheten
- verka för att stärka medlemsföretagens ställning som informations och reklammedier
- företräda medlemsföretagen i frågor av intresse gentemot statsmakt, myndigheter och andra organisationer samt i internationella organ

TU:s verksamhet handlar om att opinionsbilda för dagspressen gällande exempelvis press- och mediestöd, fortbilda medlemsföretagen samt delta i den allmänna debatten. Medlemsföretagen får tillgång till de tjänster som erbjuds inom ramen för det servicebolag som föreningen äger – TU Service AB.

### God press- och medieetik
Redan 1916 var Tidningsutgivarna med och bildade Pressens opinionsnämnd och det självsanerande pressetiska system som 1969 ombildades då Allmänhetens pressombudsman tillsattes. 2012 började sedan TU verka för ett nytt medieetiskt system som skulle omfatta också radio och tv och 2020 infördes detta med ombildningen till en Allmänhetens medieombudsman.
I dag är Tidningsutgivarna tillsammans med Journalistförbundet, Publicistklubben, SVT, SR, UR, TV4-gruppen och Sveriges Tidskrifter därför huvudman till Medieetikens förvaltningsorgan (MeFo). MeFo är i sin tur är huvudman till Allmänhetens medieombudsman och Mediernas etiknämnd.
Torbjörn von Krogh har i skriften ”I pressetikens tjänst” skildrat hur den svenska dagspressen samarbetat – och ibland trätat – om medieetiken.

## Tidigare verksamhet

### Pressens TidningochMedievärlden
1920 grundade Tidningsutgivarna Pressens Tidning som senare bytte namn till Medievärlden.  Tidningen bevakade publicistiken och affärerna i den svenska mediebranschen. 2009 övergick tidningen från pappersutgivning till att bli digital. 2014 blev tidningen en oberoende publikation, ägd av redaktionen. 2017 köptes tidningen av Alma Talent som i sin tur sålde den och Dagens Media till Bonnierkoncernen 2018 som under 2019 valde att lägga ner Medievärlden och överföra innehåll och personal till Dagens Media.

### PP Pension
Tidningsutgivarna var en av huvudmännen för PP Pension (tidigare Pressens Pensionskassa).

## Större medlemmar
Några av de större företag och koncerner som är medlemmar i Tidningsutgivarna är:

- Aftonbladet Hierta AB
- Bonnier News AB
- Dagens Industri AB
- Bonnier News Local AB
- Dagens Nyheter, AB
- Expressen, AB Kvällstidningen
- Gota Media AB
- Norr Media AB
- Norrköpings Tidningars Media AB
- NWT Media AB
- Schibsted Sverige AB
- Stampen Lokala Medier AB
- Svenska Dagbladets AB & Co HB
- Sydsvenska Dagbladets AB
- TT Nyhetsbyrå AB
- Västerbottens-Kurirens Media AB

## Verkställande direktörer[6]
- Johan Taubert (aug 2021-)
- Thomas Mattsson (tf nov 2020 - aug 2021)
- Ewa Thorslund (2020)
- Jan Fager (tf 2020)
- Jeanette Gustafsdotter (2011-2012, 2015-2019)
- Per Hultengård (2012-2015)
- Anna Serner (2008−2011)
- Barbro Fischerström (1994-2008)
- Rune Sirvell (1991-1993)
- Karl-Henrik Ekberg (tf 1990-1991)
- Sune Tjernström (1984-1990)
- Karl-Henrik Ekberg (tf 1983-1984)
- Johan Engström (1975-1983)
- Ivar Hallvig (1953-1975)
- Jan-Otto Modig (1949-1953)
- Allan Hernelius (1945-1949)
- Kurt Roeck Hansen (1920-1945)

## Ordförande[6]
- Anders Eriksson 2023 -
- Victoria Svanberg 2019 - 2023
- Raoul Grünthal 2015 - 2019
- Charlotta Friborg 2014 - 2015
- Bengt Ottosson 2013 - 2014
- Tomas Brunegård 2009 - 2013
- Pär Fagerström 2005 - 2009
- Bengt Braun 2002 - 2005
- Stefan Strömquist 2000 - 2002
- Mats Svegfors 1996 - 2000
- Lennart Ohlsson Leijon 1993 - 1996
- Folke Johansson 1990 - 1993
- Hans Schöier 1982 - 1990
- Lennart Hirschfeldt 1977 - 1982
- Yngvar Alström 1972 - 1977
- Tore G Wärenstam 1962 - 1972
- Torvald Göthe 1953 - 1962
- Axel R Ohlson 1945 - 1953
- Olof Alström 1937 - 1945
- Emanuel Björck 1928 - 1937
- Gustaf Gustafsson 1924 - 1928
- Anders Pers 1920 - 1924
- Gust. Grönfors 1916 - 1920
- F Zethraeus 1914 - 1916
- C G Tengwall 1911 - 1914
- Arvid Sohlman 1907 - 1911
- Johan Wirén 1906 - 1907
- Andes Jeurling 1903 - 1906
- Helmer Key 1901 - 1903
- Anders Jeurling 1898 - 1901